# بابيرة
بابيرة (بالكردية: بابیرێ - Babîrê) هي قرية عراقية تقع في قضاء تلكيف في محافظة نينوى شمال العراق، تبعد عن مدينة تللسقف في سهل نينوى مسافة 15كم.
تعد من المناطق المتنازع عليها في العراق بين الحكومة المركزية وحكومة إقليم كردستان العراق. سكان قرية بابيرة يزيديون.
يوجد في القرية مزار شسقي باتي.
قرية بابيرا
هي إحدى القرى التابعه لمحافظة نينوى ضمن ناحية القوش ، قضاء تلكيف ، محافظة نينوى يحدها من الشمال مجمع النصر ومن الجنوب قريتي منار وتل العدس ومن الشرق والشمال الشرقي قريتي ختاره وتلسين ومن الغرب والجنوب الغرب بحيرة سد الموصل ومجمع رونك وكرخوش وترتفع عن مستوى سطح البحر(٣١٠م_٣٢٠م)١.ان بابيرا من حيث موقعهاالجغرافي وعمقها التاريخي تحتاج إلى الكثير من الكتابه للايفاء بحقها و صفحات التواصل لاتفي الا بالقليل من الغرض المقصود كونها صفحات لكتابات مختصره مما يشدنا إلى الايجاز،فبابيرا من حيث الموقع الجغرافي في القرن الاول الميلادي وكانت تسمى قرية بوري أما من حيث عمقها التاريخي بهذاالاسم فقد ذكرها الشيخ أبو زكريا الأزدي في كتابه تاريخ الموصل للفترة من(١٠١_٢٢٤)ههجريه عند الاشاره إلىأحداث وفيات عام(٢١١)هجريه حيث قال(وفيها توفى الشاعر ابو العتاهية وينتمي إلى عنزه وانه من بابيرى من قرىالموصل)٣، وهذا يعني ان سكان بابيرا الحاليين هم ليسوا من أحفاد ساكنيها عام(٢١١)هجريه واغلب الظن انهمتواجدوا فيها منذ بداية القرن الثامن عشر الميلادي حيث يشير السيد ياسين خيرالله العمري انها كانت( عامره فيهذه الفتره)٤،وربما هاجروا اليها من قرية(بابنيت)٥ التي توطن التركمان فيها نتيجة سياسة التتريك للدوله العثمانيهومن الجدير بالذكر ان كبار السن من قرية بابيرا يتذكرون ان موتانا كانوا يدفنون في مقبرة (بابنيت الى عام ١٩٦٠)٦،اما بابيرا من حيث عدد السكان حسب أرقام الاداره المحليه لسنة ١٩٦٥كانت(٤١٣)٧ نسمه واليوم يقارب( ٦٠٠٠) نسمه في الوطن والمهجر إذ هاجر اكثر من نصفهم إلى دول الاتحاد الأوربي وأستراليا وامريكا لأسباب كثيره لا جدوى لذكرها والباقين منهم عمال وفلاحين وعدد قليل من الموظفين في وزارات مختلفه، وينتمون إلى عشيرة البلاسيني المتوطنه في بابيرا منذ القدم يعيش افرادها محترمين متحابين تربطهم صلة القرابه والنسابه وبني العمومه وهمكجسد واحد اذا اشتكى منه عضو تداعيت له كل الاعضاء، إضافة إلى كونهم ذو علاقات جيده جدا مع القرىالمجاوره،وقد اختاروا وبمحض ارادتهم بعض البيوتات ليمثلونهم في المحافل ومتى استوجبت الضروره وكمايلى:١-بيت عبدال عاشور جد عبدو مراد ٢ بيت حسن النامس ،،،٤-بيت فتحي عثمان ناصر ،،،٥-بيت يونس بازيد،،،٦-بيت مراد العلي / 6- بيت سليمان موسى 
في الوقت الذي يبدي فيه كل أبناء العشيره تقديرهم واحترامهم لهذه البيوتات لذا يتوجب عليها ان تكون علىمسافة واحده من الكل ليحافظوا على مسيرة الآباء والاجداد ويقودوا  سفينتهم التي تحملنا جميعا إلى بر الامان،،،،،،،،، الهوامش:١- بابيرا لعبد السلام السمعاني ص١١٨ ،،،٢- الرؤساء لتوما المرجي ص٩٩ ،،،٣-تاريخ الموصل لأبيزكريا الأزدي ص٣٧٣ ،،،٤- منية الأدباء لياسين خيرالله العمري ص١١٨ ،،،٥-خطط الموصل ج٢ص١١٠ لأحمد الصوفي،،،٦ اتذكر وفاة جدي ودفنه في مقبرة بابنيت عام ١٩٥٩ ،،،٧- الكرد في محافظة نينوى لخسرو كونان ص١٦٩